# Gstaad
Gstaad je vesnice ve Švýcarsku, která je součástí obce Saanen v kantonu Bern. Žije v ní okolo tří tisíc stálých obyvatel. Nachází se v Bernské vysočině v nadmořské výšce 1050 metrů, vede odsud horská železnice do Montreux.
Vesnice je tvořena dřevěnými budovami v alpském stylu, zvanými chalet; jejím centrem je elegantní promenáda s obchody a restauracemi, kde platí od roku 1997 zákaz vjezdu automobilů. Gstaad je populárním střediskem zimních sportů se 125 kilometry sjezdovek a díky klidnému prostředí je celoročně vyhledáván zámožnými vrstvami. V roce 1913 byl založen luxusní hotel Gstaad Palace. Na rekreaci do Gstaadu jezdila řada celebrit, např. Grace Kellyová, Peter Sellers, Roger Moore, Steve Wynn, Bernie Ecclestone, Gunter Sachs nebo Roman Polański.
Má zde kampus prestižní mezinárodní škola Institut Le Rosey (obdobným vzdělávacím zařízením byla Gstaad International School, která zanikla v roce 2014). Ke společenskému životu patří kasino, hudební klub L'Atelier a každoroční festival klasické hudby, který založil v roce 1957 Yehudi Menuhin. Koná se zde také gastronomická přehlídka Davidoff-Saveurs-Festivals. Okolí Gstaadu je významnou dobytkářskou oblastí.
Gstaad hostí mužský tenisový turnaj Swiss Open (od roku 1915). Opakovaně se v něm hrál od roku 1971 také ženský turnaj WTA Swiss Open, naposledy v letech 2016–2018. Konají se zde soutěže v koňském pólu, plážovém volejbale a létání horkovzdušným balónem.